# Bloqueig del canal d'Òtranto
El bloqueig del canal d'Òtranto és una operació naval de la Primera Guerra Mundial. El canal d'Òtranto és el lloc que permet passar de la mar Adriàtica a la mar Mediterrània, situat entre les costes albaneses i el sud de la península italiana. El punt més estret del canal té una amplada de 70 quilòmetres.
Durant la Primera Guerra Mundial, la Triple Entesa va tractar de bloquejar el canal per a impedir que els vaixells austrohongaresos accedissin a la Mediterrània i poguessin interrompre les línies de comunicació aliades.
La barrera estava formada per xarxes, camps de mines marines, avions, submarins, patrulles de «drifters» armats i forces navals de superfície, principalment de la base de Bríndisi. Aquesta barrera estava lluny de ser totalment hermètica, ja que difícilment podia aturar els submarins austrohongaresos i alemanys.

## Descripció
Malgrat que el bloqueig va començar al maig de 1915, no va ser realment actiu fins a la segona quinzena del mes de setembre, amb l'arribada de 65 drifters (vaixells pesquers britànics) de la mar del Nord, de Hull.
Aquests vaixells de pesca arrossegaven xarxes d'acer de vint metres de profunditat i de gairebé un quilòmetre de longitud en grups de mitja dotzena de vaixells espaiats entre tres i quatre milles nàutiques, fent viatges d'anada i tornada a través del canal amb l'esperança d'atrapar o almenys detectar submarins enemics. Només el vaixell líder de cada grup estava armat amb un sol canó de 57 mm. En el cas de detectar algun submarí, havien de donar l'alarma perquè vinguessin ràpidament els torpediners i els destructors. A finals de 1915 hi havia 100 drifters, la meitat dels quals sempre estaven a la mar. En la mateixa data van ser atacats deu submarins i un va ser enfonsat.
Al maig de 1916 es va celebrar una conferència a Malta, on es va decidir ampliar la barrera fins a 80 milles nàutiques amb l'esperança de forçar als submarins a romandre submergits i esgotar les seves bateries, deixant-los incapaços de defensar-se contra les forces que patrullaven fora de la zona del bloqueig. No obstant això, els aliats no tenien un nombre suficient de vaixells per a cobrir tanta zona.

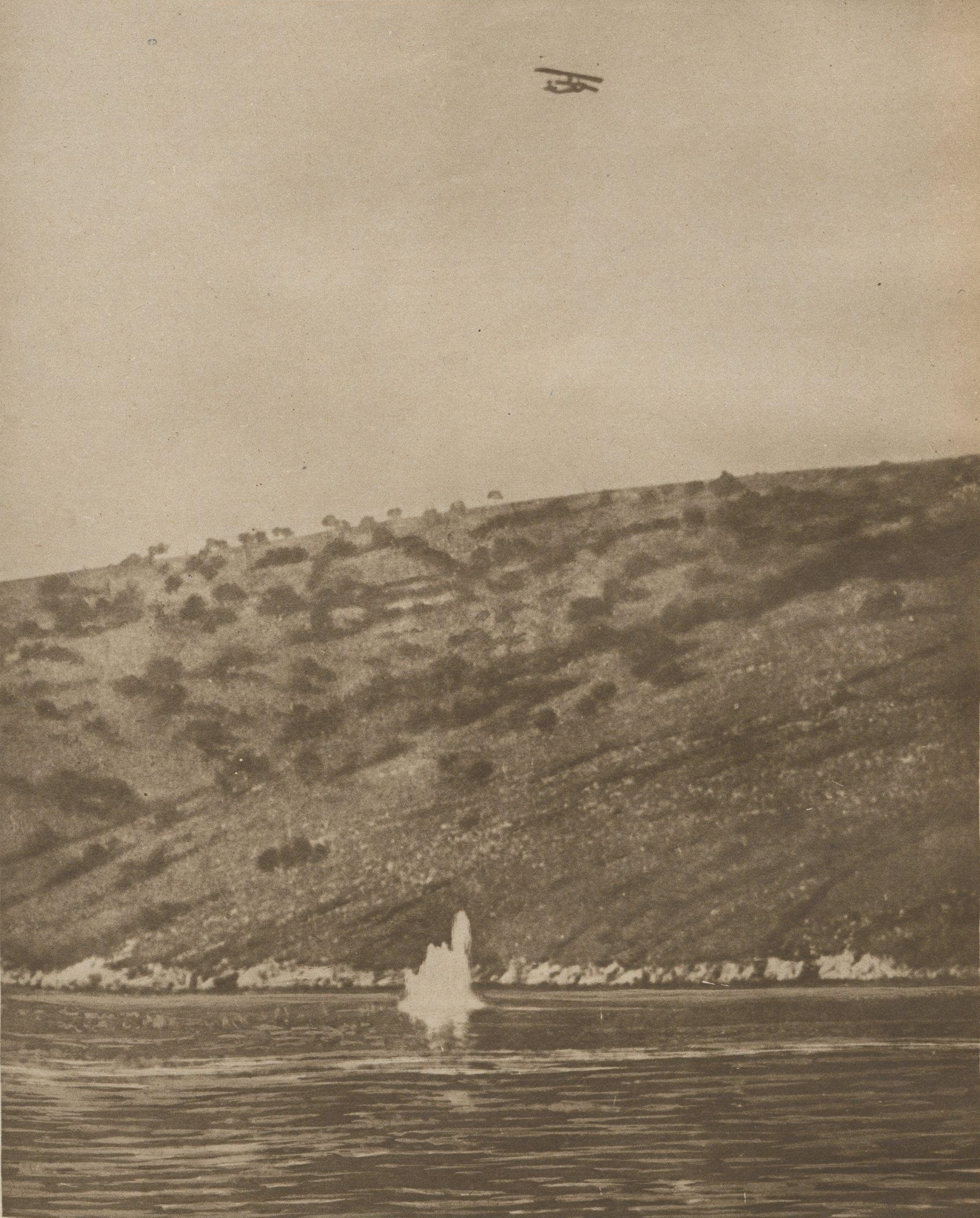
Avió francès llençant un explosiu sobre un submarí submergit en la costa de Durrës el 1917

A finals d'octubre de 1916, es va fer una altra conferència a Tàrent i es va acordar que el bloqueig s'hauria de dur a terme en el paral·lel d'Òtranto amb una amplada de 15 milles nàutiques. Durant el dia, els patrullers de la Royal Navy patrullaven entre Òtranto i Santa Maria di Leuca. El nord de la barrera estava vigilat per 22 drifters i 18 destructors de la Regia Marina. El sud estava vigilat per les unitats de a Marine Nationale, que a més a més van instal·lar estacions de ràdio i observatoris a Òtranto i a Sazan. A prop de la costa hi havia camps de mines i submarins en espera. La zona estava sobrevolada per 22 avions italians de la base de Brindisi, 16 avions de la base de Vlorë i 30 avions francesos de la base de Corfú. D'aquesta manera es va poder cobrir una zona de 60 milles nàutiques a través del canal, però la barrera era poc densa i relativament eficaç.
La barrera es va dividir en tres zones: el nord per als italians, el centre per als britànics i el sud per als francesos. Els dos primers estaven sota comandament italià i els francesos quedaven sota les ordres del seu comandant en cap de l'armada. Aquesta multiplicitat de nacionalitats i manaments no va millorar l'eficàcia del bloqueig.
El 1917 va sorgir la idea d'una barrera fixa. A l'abril es van donar xarxes més profundes als drifters i es van instal·lar alguns hidròfons. A l'octubre es van col·locar els primers elements fixes però en dos mesos les tempestes ho van destruir tot.
Al febrer de 1918 tornen a instal·lar-hi una barrera fixa. Cinc mesos més tard aquesta obra, que bloquejava 66 quilòmetres de canal, va ser acabat. Les xarxes eren dividides en parts d'aproximadament tres-cents metres de longitud i tenien una profunditat entre deu i seixanta metres (el fons del canal arriba fins a nour-cents metres de profunditat en alguns llocs). Les xarxes s'aguantaven per boies i mantingudes per les àncores o blocs formigó; tenien granades que explotaven si es trencava alguna part de la xarxa.
A més de la barrera fixa hi havia set línies de patrulles amb vaixells equipats amb hidròfons, globus captius i submarins. Al nord de la barrera, en la part italiana, havia vuit quilòmetres de camps de mines abans de la barrera.
Al setembre de 1918 el bloqueig va ser bastant eficaç, però al 3 de novembre Austria-Hongria va firmar l'armistici de Villa Giusti. L'11 de novembre, l'imperi Alemany va firmar l'armistici de Compiègne i va finalitzar la guerra.

## Desenvolupament de les operacions
Des dels primers moments del conflicte, els austrohongaresos van oferir les bases de Pula i Kotor als seus aliats alemanys, que van respondre el març de 1915 enviant amb tren els primers submarins, que més tard es van instal·lar al port de Pula per a operar a l'Adriàtica i a la Mediterrània.
Amb l'entrada del Regne d'Itàlia a la guerra al 23 de maig de 1915 al costat de la Triple Entesa, la principal estratègia de les forces aliades era bloquejar el canal d'Òtranto per a evitar que la flota enemiga de la mar Adriàtica pogués sortir a la mar Mediterrània i limitar-ne així el moviment. Itàlia tenia suficients recursos per a aquestes operacions, de manera que es va resoldre mitjançant la compra d'alguns vaixells estrangers. Els britànics, els més afectats per l'acció dels submarins alemanys a la Mediterrània, van enviar 65 drifters a l'Adriàtica i se'n van encarregar del manteniment.

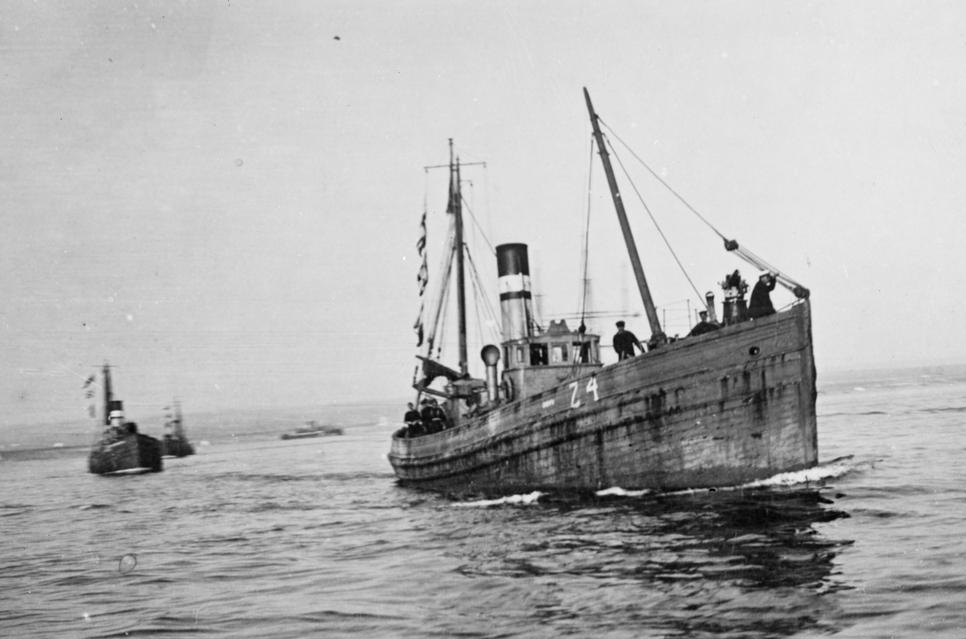
Alguns «drifters» britànics sortint de les seves bases de l'Adriàtica i dirigint-se al canal d'Òtranto

El 26 de setembre de 1915 es va començar a fer patrulles permanents al llarg del canal d'Òtranto. Al principi, la barrera era feta per vaixells de pesca equipats amb xarxes d'arrossegament d'acer dissenyades per a atrapar els submarins, o almenys per advertir de la seva presència els vaixells de superfície. Es va assignar a la flota italiana la protecció dels drifters amb destructors i creuers lleugers. No obstant això, les necessitats de mitjans per a la campanya dels Dardanels i per a altres operacions navals van deixar al bloqueig amb recursos insuficients per a localitzar submarins, i en el període 1915-1917 només un submarí va ser atrapat per les xarxes.
Els austrohongaresos van organitzar diverses operacions nocturnes contra el bloqueig: cinc el 1915, nou el 1916 i deu el 1917.
L'operació principal es va produir durant la nit del 14 i 15 de maig de 1917, quan els creuers SMS Novara, SMS Helgoland i SMS Saida recolzats pels destructors SMS Csepel i SMS Balaton i per tres submarins, al comandament de l'almirall Miklós Horthy van enfonsar tres vaixells de pesca. Posteriorment, el capità Joseph Watt va ser guardonat amb la Victoria Cross (Creu de la Victòria) per haver defensat el seu vaixell de pesca Gowanlea vaixell de l'atac del SMS Novara. Els creuers britànics HMS Dartmouth i HMS Bristol junt amb destructors italians i francesos, sota el comandament del contraalmirall Alfredo Acton, van sortir des de Bríndisi per lluitar contra els austrohongaresos, començant la batalla del canal d'Òtranto. Els britànics van danyar el SMS Saida i van posar fora de combat el SMS Novara, ferint greument Horthy. No obstant això, els creuers britànics van abandonar el combat quan un oficial italià va informar de sortida d'una gran flota austrohongaresa de la base de Kotor, i el SMS Saida va poder arrossegar al SMS Novara fins al port. El HMS Dartmouth va ser danyat per un submarí i va tornar a Bríndisi. La nit abans, aquest mateix submarí havia establert un camp de mines a la sortida del port de Bríndisi i el destructor francès Boutefeu va colpejar una mina mentre sortia del port i va explotar, enfonsant-se amb tota la tripulació.

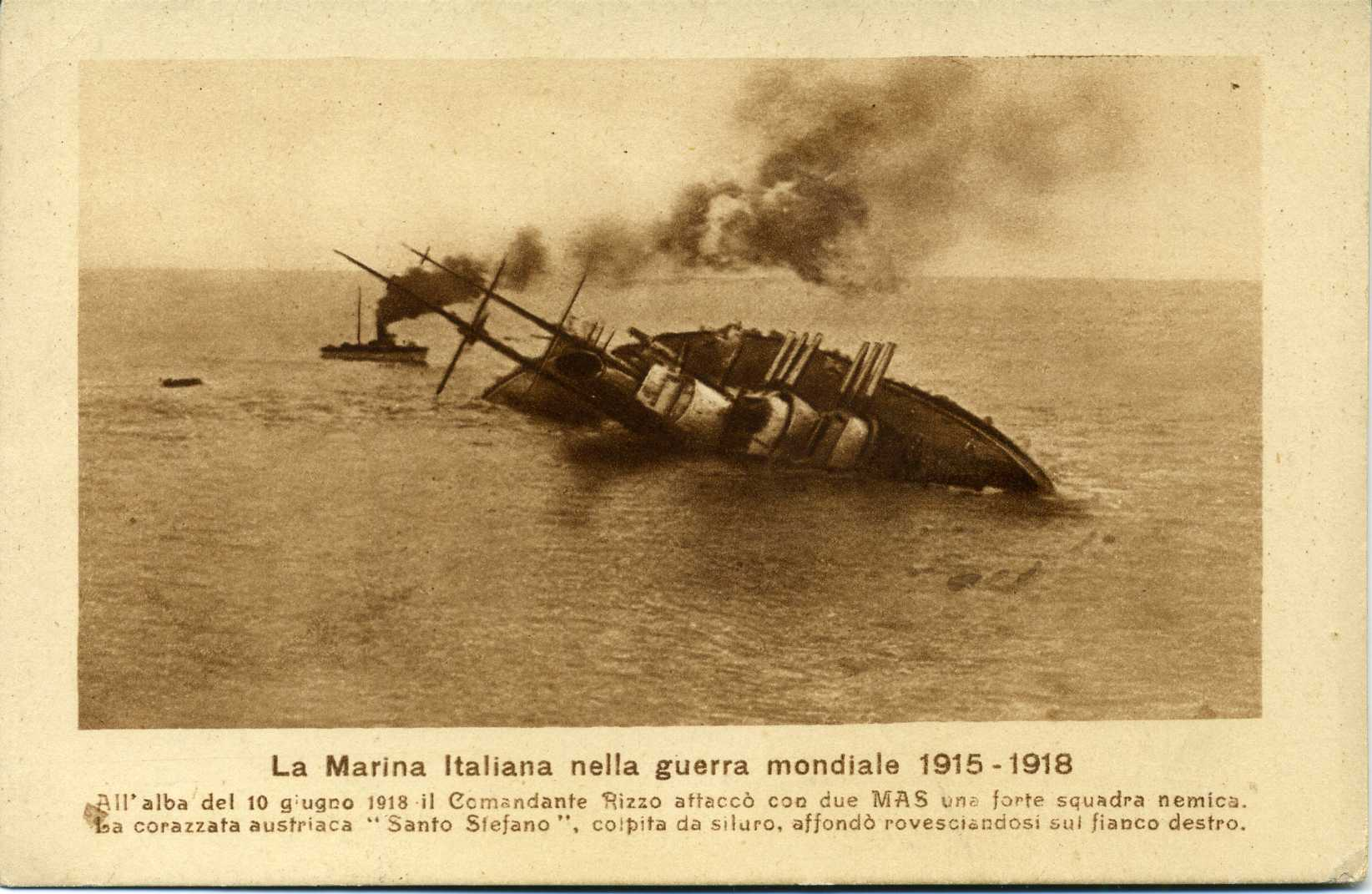
Enfonsament del cuirassat austrohongarès SMS Szent István torpedinat per l'armada italiana el 1918

Entre 1917 i 1918, els estatunidencs i els australians van reforçar la barrera amb 35 destructors, 52 vaixells de pesca i més d'un centenar d'altres embarcacions. No obstant això, els submarins van continuar travessant la barrera fins que el 1918 la barrera va ser finalment completada amb xarxes fixes.
Al juny de 1918, Horthy va decidir llançar un atac contra la barrera amb els quatre cuirassats de la classe Viribus Unitis, els vaixells més moderns de la flota, que estaven als ports de Pula i Rijeka.
En la matinada del 10 de juny, mentre estaven en ruta baixant cap al canal d'Òtranto, el SMS Szent István va ser torpedinat i enfonsat per un Motoscafo Armato Silurante (MAS) comandat per l'italià Luigi Rizzo a prop de Premuda; el cuirassat SMS Tegetthoff va rebre un impacte d'un torpede llançat des d'un segon MAS italià, però la falta d'explosió del torpede va impedir als austrohongaresos perdre un segon vaixell de guerra. Després d'aquest enfonsament, donades les greus pèrdues sofertes i l'efecte sorpresa, Horthy va ordenar tornar a les bases de partida.

## Llista d'atacs a la barrera

### 1916
- 13 de maig: el submarí SM U-6 queda atrapat en una xarxa, surt a la superfície i és enfonsat pels canons dels vaixells pesquers.
- 1 de juny: dos torpediners austrohongaresos enfonsen un vaixell pesquer.
- 12 de juny: és descobert un submarí i llança un torpede contra un vaixell pesquer, però falla i fuig.
- 9 de juliol: el SMS Novara enfonsa un vaixell pesquer.
- 30 de juliol: és descobert el submarí SM UB-44, que és atacat i enfonsat.
- 26 d'agost: tres avions austrohongaresos bombardegen i enfonsen un vaixell pesquer.
- 17 d'octubre: el SM U-16 queda atrapat en una xarxa de la barrera. És atacat pel torpediner italià Nembo i enfonsat amb un torpede, però l'explosió de les càrregues de profunditat que portava el submarí van enfonsar al torpediner.
- 22 de desembre: durant la nit, tres destructors austrohongaresos ataquen als vaixells pesquers, però es van apropar sis destructors. No va haver-hi cap pèrdua.

### 1917
- 15 de maig: Batalla del canal d'Òtranto. És la batalla naval més important contra el bloqueig.[12]

### 1918
- 21 de febrer: el torpediner italià Airone va enfonsar SM U-23 amb l'ajuda d'un torpede remolcat.[N 5]
- 23 de maig: El submarí britànic HMS H-4, va torpedinar al submarí austrohongarès SM UB-52 que intentava creuar la barrera.
- 10 de juny: Una flota austrohongaresa formada per 10 cuirassats i 7 torpediners es van dirigir a la barrera. L'operació es va cancel·lar quan es va enfonsar el cuirassat SMS Szent István per l'atac d'un MAS italià.[13]
- 3 d'agost: s'enfonsa el SM U-23 després de colpejar una de les mines que estaven ficades a 25 milles nautiques d'Òtranto.